# Secretaria de Estado de Esporte e Lazer do Distrito Federal
A Secretaria de Estado de Esporte e Lazer é um dos órgãos da administração direta do Governo do Distrito Federal, no Brasil.

## Atribuições legais
Em 2019, o governador Ibaneis Rocha publicou o Decreto nº 39.610, que além de criar a Secretaria de Estado de Esporte e Lazer também fixou suas atribuições. O texto previu a atuação e competência da secretaria nas seguintes áreas:
"I - atividades esportivas;
II - espaços esportivos;
III - exercícios físicos comunitários;
IV - formação e amparo do atleta;
V - integração e relações institucionais com as entidades de esportes."